# Ган, Фридрих (астроном)
Фридрих Ган (1742—1805) — немецкий философ и астроном.

## Биография
Родился 27 июля 1742 года в Нойхаусе в Гольштейне в дворянской семье, поселившихся в Мекленбурге с 1337 года. Первую половину своей жизни он провёл в Гольштейне; изучал естественные науки, математику и астрономию в Кильском университете в 1760—1763 годах. Там он встретил Иоганна Готфрида Гердера (1744–1803), с которым он установил прочные дружеские отношения и которого щедро поддерживал материально. Позже Гердер посвятил ему свою Оду «Орион».
В 1793 году начал строительство частной обсерватории, первой в Мекленбурге, которая была хорошо оборудована. На ней было поставлено одно из самых больших зеркал, изготовленных Уильямом Гершелем, расположены точные приборы для определения положения звезд. Наблюдал Солнце, планеты, переменные звезды. Эти наблюдения большей частью были опубликованы в «Astronomisches Jahrbuch» Боде в 1794–1807 гг. Наиболее значительным стало открытие Ганом в 1800 году центральной звезды в кольцевой туманности M 57 в созвездии Лира.
Умер 9 октября 1805 года в Ремплине в возрасте 63 лет. После смерти его сын, «театральный граф» растратил своё состояние и продал все книги и инструменты. Лучшие инструменты были куплены Бесселем для новой обсерватории в Кёнигсберге. Один инструмент попал в мюнхенский музей. Гершельский телескоп был приобретён в 1812 году неаполитанским астрономом Федериго Цуккари для новой обсерватории Каподимонте и ныне зеркало этого телескопа является частью собрания музея обсерватории.
Предложил эффект Доплера до Доплера.
Кратер на Луне был назван в его честь и в честь немецкого физика-ядерщик Отто Хана.